# لويز سميت
لويز سميت (بالإنجليزية: Louise Smit)‏ هي كاتِبة وكاتبة للأطفال جنوب أفريقية، ولدت في 2 يناير 1940.